# Наращивание волос

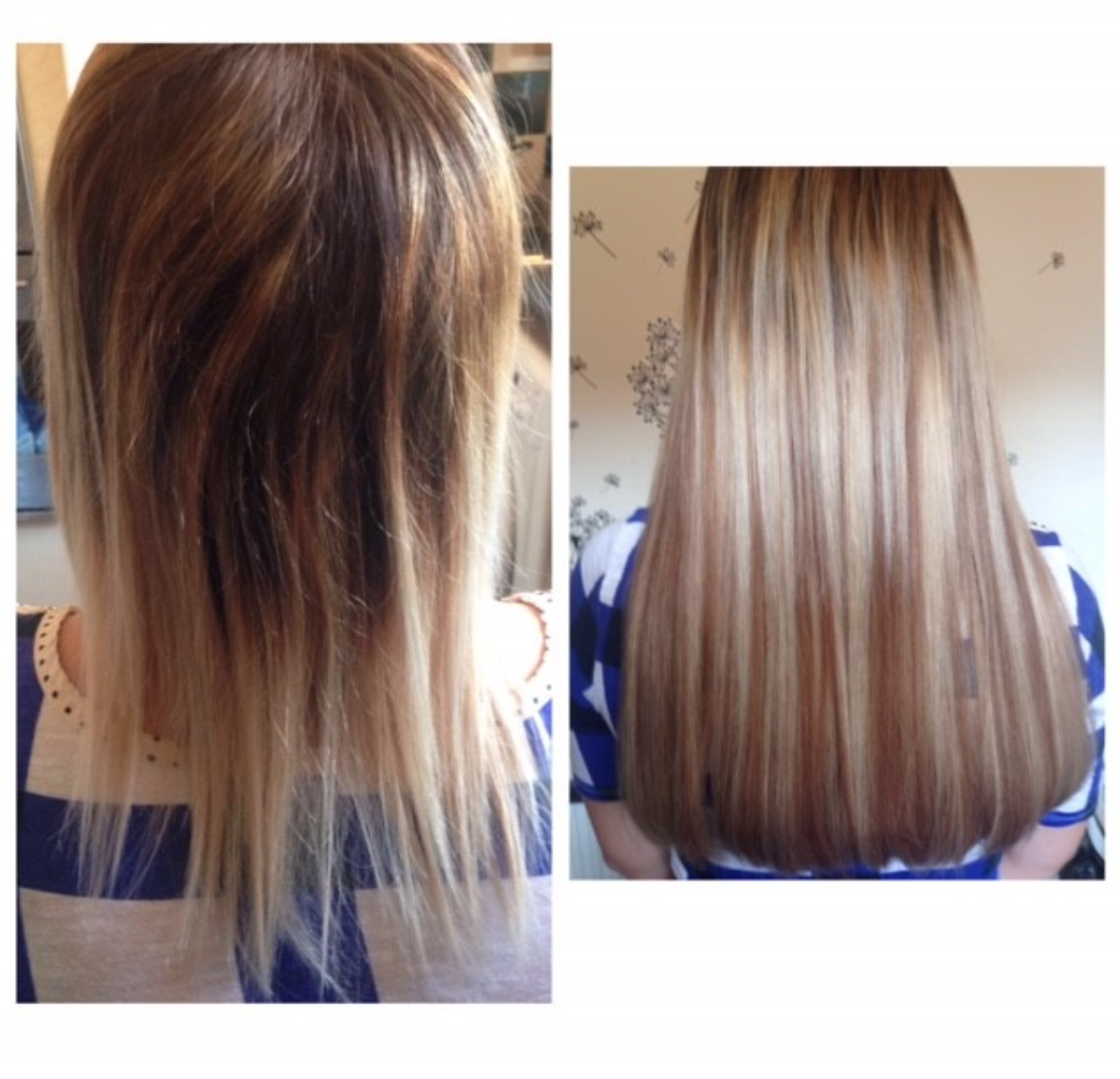
Пример наращивания волос

Наращивание волос — парикмахерская процедура добавления к естественным волосам человека дополнительных прядей для придания длины и объема. 
Это позволяет кардинальным образом изменить стиль причёски.
Время, на которое рассчитано наращивание, составляет примерно 2-3 месяца, после этого требуется коррекция. Это связано с тем, что естественные волосы за указанный период отрастают и связи, удерживающие нарощенные волосы, становятся видны, также, в связи с естественной потерей волос (до 90 шт в сутки), выпавшие волосы не самоудаляются, а остаются зажатыми в фиксатор, отчего образуются спутанности и, впоследствии, колтуны между фиксатором и кожей головы. Волосы, используемые для наращивания могут быть уже с нанесенным полимерным веществом для фиксации, так может быть и просто срез волос, требующий дальнейшей доработки.
Существует несколько технологий наращивания, отличающихся способом фиксации.

## История
Массовое наращивание волос начало применяться с 1960-х годов, основоположником технологии стал человек по имени Саймон Форбс, активное распространение получило позже (1990-е годы). При этом, история гласит, что наращивание волос уходит своими корнями в далекое прошлое, а именно в тысячи лет назад до Нашей Эры. Дело в том, что археологи — египтологи обнаружили череп женщины с нарощенными волосами, возраст которого превышает 3000 лет. При этом вид наращивания максимально близок к капсульному или смоляному.

## Процедура наращивания волос
Можно выделить несколько этапов, не зависящих от применяемой технологии:
1. Консультация. Определяют желаемую цель (увеличение длины всех волос, создание сложной причёски, выборочное добавление цветных прядей и др.), тип наращиваемых волос, наиболее подходящую технологию. Убеждаются, что длина и качество собственных волос клиента подходит для выбранного способа наращивания (иначе будут видны места фиксации прядей).
2. Подготовка волос. Волосы должны быть чистыми, не содержать на себе следов средств укладки, жира. Если требуется изменить цвет базовых волос, произвести завивку или выпрямление — эти процедуры также выполняют на этом этапе.
3. Подготовка прядей. Первоначальная механическая, термическая и химическая обработка, а также разделение на пряди, проходит на заводе, в салон волосы поступают в подготовленном виде.
4. Наращивание. Выделяется небольшая прядь базовых волос диаметром 2-8 мм, чтобы точка фиксации оказалась скрыта под другими волосами. На расстоянии примерно одного сантиметра от корней производится фиксация наращиваемой пряди. Действия повторяются для всех прядей последовательно.
5. Заключительная обработка. На этом этапе контролируют полученный результат, выполняют стрижку и укладку.

## Типы волос
Одной из основных характеристик процедуры является этнический тип волос. Производят «европейскую линию» для наращивания в основном из индийского сырья, иногда из китайского. 
Наиболее качественными для наращивания считаются славянские волосы. Обычно подбираются пряди, уже имеющие желаемый цвет, дополнительное окрашивание применяют редко, хотя славянские волосы можно красить как свои собственные.

## Технологии фиксации
Основное различие способов наращивания в фиксации прядей на волосах. Выбор технологии зависит от нескольких показателей: от длины, объема и качества собственных волос. Если волосы жидкие, тонкие, повреждённые или ослабленные — противопоказано применение горячих видов наращивания, так как это негативно скажется на качестве собственных волос и кожи головы в целом.

### Холодное и горячее наращивание
Фиксация производится на специальный клей или металлические клипсы. При горячем наращивании используется кератин или смола, которая при расплавлении и последующем застывании образует капсулу, охватывающую наращиваемую и базовую пряди.
По истечении двух-трёх месяцев использования пряди или снимают вовсе или производят процедуру коррекции:
1. Волосы снимают спиртовым составом и отрезают места фиксации.
2. Делают перекапсуляцию — вручную заново наносят материал для крепления.
3. Производят процедуру наращивания;
4. Восполняют утраченные в процессе носки волосы, добавив новые пряди.

В отличие от нарощенных волос, волосы на заколках (клипсах) не нуждаются в процедуре коррекции. Их можно снимать, чтобы голова отдохнула от длинных волос.
Часто технологию называют по той стране, где впервые появился метод: «испанский» (специальный клей и активатор или однокомпонентный клей), «итальянский» (уже нанесённый на пряди кератин и термощипцы), «английский» (термопистолет и смола) и т. д.

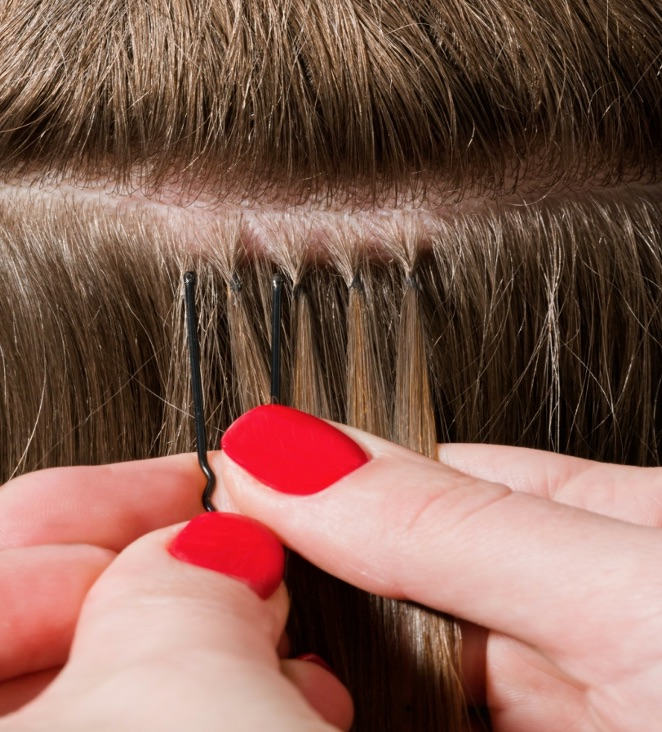
Наращивание волос методом скрытого крепления

### Способ скрытого крепления
Также называется InvisiFusion. Автор патента Кристина Тарасенко (Верея), зарегистрирован в 2019 году. База волос полностью обволакивает донорскую прядь и запечатывает её так, что даёт преимущество в размере и плавном цветовом переходе. Капсула таким образом дополнительно защищена от внешних воздействий.
При стандартной наполняемости пряди в 0,6–0,7 грамм капсула будет значительно короче и меньше классической капсулы итальянского горячего наращивания волос. При наполняемости выше нормы 1–1,5 грамм визуальный эффект маленькой капсулы сохраняется за счёт частичного скрытия места крепления естественными волосами, которые обволакивают и маскируют часть капсулы. 

### Ленточное наращивание волос

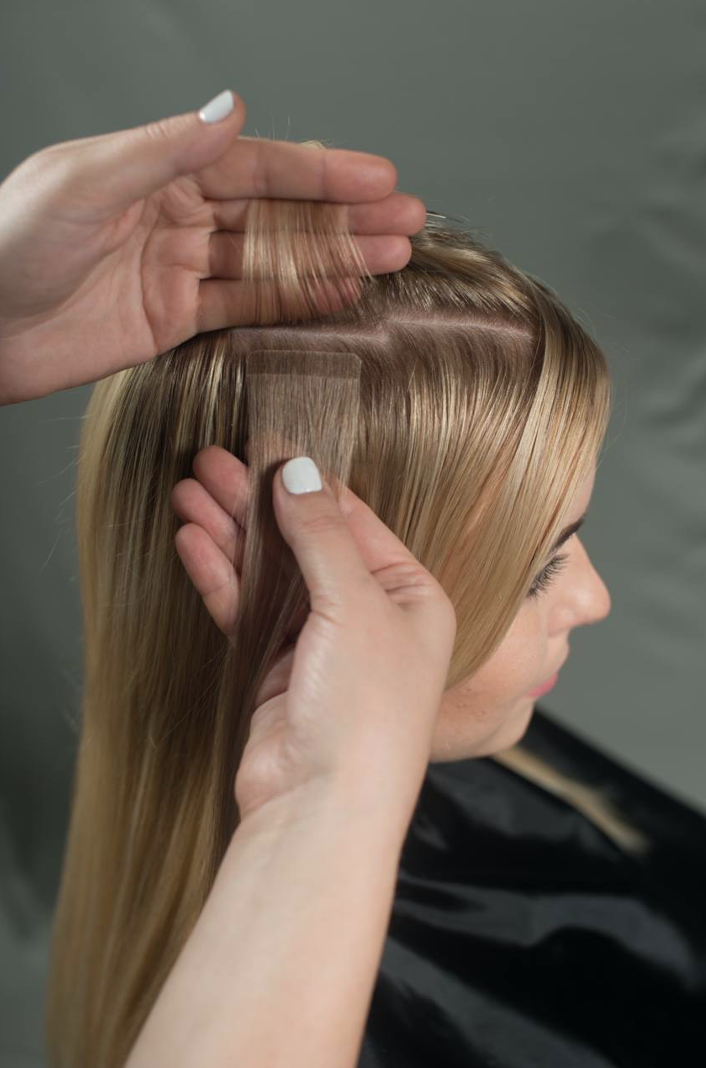
Ленточное наращивание волос

Для наращивания используются славянские, южно-русские и европейские. Технология создана в Германии в 2004 году, в Россию пришла только с 2006 года. Волос крепится на технический полимер китайского производства, который удерживает наращенные волосы на собственных волосах. Ленты стандартные — 4 см шириной, 1 см высотой, 2 мм толщиной, волосы предварительно обрабатываются силиконом. 
Существует также ленточное наращивание с имитацией роста волос, отличается лишь формой и шириной пряди, поэтому также является безопасной технологией.
Одним из главных преимуществ ленточного наращивания волос является отсутствие высокой температуры воздействия на волосы. В отличие от методов, использующих горячие инструменты, ленты не требуют применения высоких температур, что позволяет избежать потенциального повреждения волос. Это особенно важно для тех, кто обладает тонкими и слабыми волосами.

### Бескапсульное наращивание волос
Волос крепится на сверхтонкие силиконовые прядки торговой марки Ideal Hairs, зарегистрированной Роспатенте РФ. Толщина прядей менее 1 мм, они не прощупываются и совершенно незаметны. За счет тончайших прядей создается необычайный комфорт при ношении наращенных волос. Для наращивания используются исключительно русские волосы, срезы с детей и взрослых, мягкие и шелковистые. В России успешно применяется с 2009 года. 

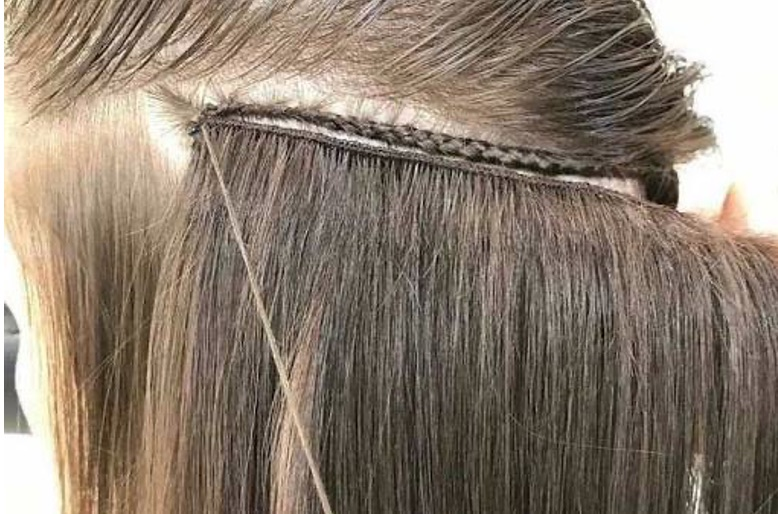
Фиксация трессов методом плетения кос и пришивания

### Наращивание волос на трессы (афро-наращивание)
Исходным материалом для наращивания являются трессы. Они разрезаются на отдельные пряди волос, длиной 20-35 см и прикрепляются к волосам любым из способов наращивания волос: горячее капсульное наращивание волос, холодное капсульное наращивание волос или методом пришивания на маленькую французскую косичку, заранее сплетенную и закрепленную нитками у корней волос.

## Вред наращивания
Постоянное использование наращённых волос сильно ухудшает состояние естественных волос, в частности, провоцирует сильное выпадение. Волосяная фолликула рассчитана на вес собственного волоса или веса близкого к нему. Необходимо правильно рассчитывать нагрузку, учитывать индивидуальные особенности, состояние здоровья (наличие внутренних или внешних факторов, сопутствующих ухудшению роста волос, а также провоцирующих их выпадение. Людям с ослабленным иммунитетом, имеющим проблемы со здоровьем (эндокринная система, авитаминоз, алопеция, последствия химиотерапии) рекомендуется делать паузы на 3-6 месяцев во время которых необходимо проводить реабилитационные процедуры по восстановлению собственных волос: использовать маски, укрепляющие шампуни.